# Bahnhof Wustermark
Der Bahnhof Wustermark ist ein Bahnhof in der Gemeinde Wustermark im Landkreis Havelland in Brandenburg westlich von Berlin. Mit der Berlin-Lehrter Eisenbahn, der Umgehungsbahn sowie dem später entstanden Berliner Außenring sind bzw. waren dort mehrere Bahnstrecken verknüpft.

## Lage
Der Bahnhof liegt am Kilometer 30,5 der Lehrter Bahn am nördlichen Ortsrand von Wustermark etwa 500 Meter nördlich des Ortskerns. Etwa zwei Kilometer östlich kreuzt der Berliner Außenring die Lehrter Bahn. Vier Kilometer östlich liegt jenseits des Außenrings der Rangierbahnhof Wustermark, der umgangssprachlich oft auch als „Wustermark“ bezeichnet wird, jedoch nicht mit dem Bahnhof Wustermark zu verwechseln ist.

## Geschichte

### Der Bahnhof
Der Bahnhof ging 1871 mit der Lehrter Bahn in Betrieb. 1902 wurde der Abschnitt von Nauen nach Wildpark der Bahnstrecke Jüterbog–Nauen der Güterumgehungsbahn um Berlin eröffnet, der bei Wustermark die Lehrter Bahn kreuzte. Der Bahnhof Wustermark wurde dadurch zu einem kleinen Knotenpunkt. 1909 ging östlich von Wustermark der große Verschiebebahnhof Wustermark in Betrieb. Um den Verkehr zum neuen Verschiebebahnhof bewältigen zu können, wurde die Lehrter Bahn von Spandau bis Wustermark viergleisig und die Umgehungsbahn zwischen Wustermark und Nauen zur Hamburger Bahn zweigleisig ausgebaut. 
Nach dem Zweiten Weltkrieg wurde der Verkehr an der Lehrter Bahn in Richtung West-Berlin zunächst teilweise, später für den Personenverkehr komplett unterbrochen. Sowohl die Lehrter als auch die Umgehungsbahn wurden aufgrund von Reparationsleistungen seitdem nur eingleisig betrieben. 1953 wurde der Berliner Außenring zur Umfahrung West-Berlins gebaut, der die Lehrter Bahn in der Nähe des Bahnhofs kreuzte und über Verbindungskurven angebunden wurde. Wustermark wurde zu einem Umsteigepunkt zwischen den Personenzügen vom Außenring und der Lehrter Bahn. 1983 wurde der Berliner Außenring elektrifiziert, wobei auch die beiden Abzweige vom Ring bis in die Bahnhöfe Wustermark und Wustermark Rangierbahnhof mit Fahrleitung versehen wurden. Die Eilzüge zwischen Berlin und Stendal wurden seitdem im Bahnhof Wustermark von einer Elektrolok auf eine Diesellok umgespannt und umgekehrt. 
Der Abschnitt der Umgehungsbahn von Wustermark nach Nauen wurde 1993 elektrifiziert und diente für einige Jahre dem Fernverkehr zwischen Berlin und Hamburg, da die direkte Hamburger Bahn unterbrochen war. Nach deren Wiederinbetriebnahme endete 1995 der Personenverkehr zwischen Wustermark und Nauen, der Abschnitt wurde 1996 komplett stillgelegt und teilweise abgebaut. In der zweiten Hälfte der 1990er Jahre wurde die Lehrter Bahn zur Schnellfahrstrecke Hannover–Berlin ausgebaut. Dabei wurde der Bahnhof Wustermark umgestaltet. Die Anlagen der Umgehungsbahn wurden dabei komplett beseitigt. 
Heute dient der Bahnhof vor allem dem Regionalverkehr in Richtung Berlin, Rathenow und Potsdam.

### Personenverkehr
Der Bahnhof war zunächst Personenzughalt für die Züge auf der Lehrter Bahn zwischen Berlin, Rathenow und Stendal. Eil- und Schnellzüge hielten nicht im Bahnhof. Im Jahr 1905 wurde der Bahnhof von sieben Personenzugpaaren angefahren, die meistens von Berlin nach Hannover durchfuhren und dabei auf allen oder fast allen Stationen hielten.
Nach dem Ersten Weltkrieg wurde ein verdichteter Vorortverkehr zwischen Berlin und Wustermark eingeführt, die Züge auf diesem Abschnitt verkehrten etwa alle halbe Stunde. Außerdem hielten die durchgehenden Personenzüge zwischen Berlin und Rathenow im Bahnhof. Seit 1921 gilt der Berliner Vororttarif bis Wustermark.
Nach dem Zweiten Weltkrieg wurde der separate Vorortverkehr nicht wieder aufgenommen. Der Zugverkehr in Richtung Berlin wurde in Staaken an der Stadtgrenze unterbrochen, bis zum Bau der Berliner Mauer 1961 konnte man dort noch in die Berliner S-Bahn umsteigen. Nach dem Mauerbau wurde Wustermark zu einem Umsteigepunkt im Reiseverkehr in Richtung Ost-Berlin. Das Zugangebot blieb von den 1960er Jahren bis 1990 annähernd konstant. Beispielsweise verkehrten im Jahresfahrplan 1985/86:
| Zuggattung  | Verlauf                                                                                                   | Häufigkeit |
| ----------- | --- | --- |
| Eilzug      | Stendal – Rathenow – Wustermark – Potsdam Hauptbahnhof – Flughafen Berlin-Schönefeld – Berlin-Schöneweide | 3 Zugpaare am Tag |
| Personenzug | (Stendal) – Rathenow – Wustermark – Wustermark Rangierbahnhof                                             | 11 Zugpaare |
| Personenzug | Nauen – Wustermark – Priort – Potsdam Hauptbahnhof (oder Potsdam Stadt)                                   | Nauen – Wustermark ca. 15 Zugpaare (z. T. nach Staaken) Wustermark – Priort 5–7 Zugpaare am Tag, z. T. mit Umsteigen in Priort |
| Personenzug | Falkenhagen (Kr Nauen) – Wustermark – Wustermark Rangierbahnhof – Staaken                                 | annähernd stündlich |

Nach der politischen Wende in der DDR wurde der direkte Verkehr in Richtung West-Berlin wieder aufgenommen. Ab 1991 verkehrte eine Linie zwischen Nauen und Berlin, die alle zwei Stunden auch den Bahnhof Wustermark anfuhr. Hinzu kam eine Linie zwischen Nauen und Potsdam, ebenfalls im Zweistundentakt sowie einzelne Züge in Richtung Rathenow. Ebenfalls wurde der Schnellzugverkehr von Berlin über die Lehrter Bahn wieder aufgenommen, jedoch ohne Halt im Bahnhof Wustermark.
Die Züge in Richtung nördlicher Berliner Außenring wurden eingestellt.
1995, im Rahmen der Bauarbeiten zur Schnellfahrstrecke Berlin–Hannover, wurde der Personenverkehr in Richtung Rathenow und Nauen eingestellt und durch Busse ersetzt, in Richtung Berlin fuhren noch bis Dezember 1995 Züge im Zweistundentakt. Erst 1998 wurde der Personenverkehr auf der Lehrter Bahn wieder aufgenommen, nach Nauen blieb der Verkehr dauerhaft eingestellt. Das heutige Zugangebot sieht im Fahrplanjahr 2024 wie folgt aus:
| Linie               | Linienverlauf | Takt (min)                                                        | EVU              |
| ------------------- | --- | ----------------------------------------------------------------- | ---------------- |
| RE 4                | Stendal Hbf – Rathenow – Wustermark – Elstal – Dallgow-Döberitz – Berlin Jungfernheide – Berlin Südkreuz – Ludwigsfelde – Jüterbog – Falkenberg (Elster)     | 60 Rathenow–Jüterbog (120 Stendal–Rathenow / Jüterbog–Falkenberg) | DB Regio Nordost |
| RB 21               | Berlin Gesundbrunnen – Berlin Jungfernheide – Berlin-Spandau – Dallgow-Döberitz – Elstal – Wustermark – Priort – Golm – Potsdam Park Sanssouci – Potsdam Hbf | 60                                                                | DB Regio Nordost |
| Stand: 9. Juni 2024 | |                                                                   |                  |

## Anlagen

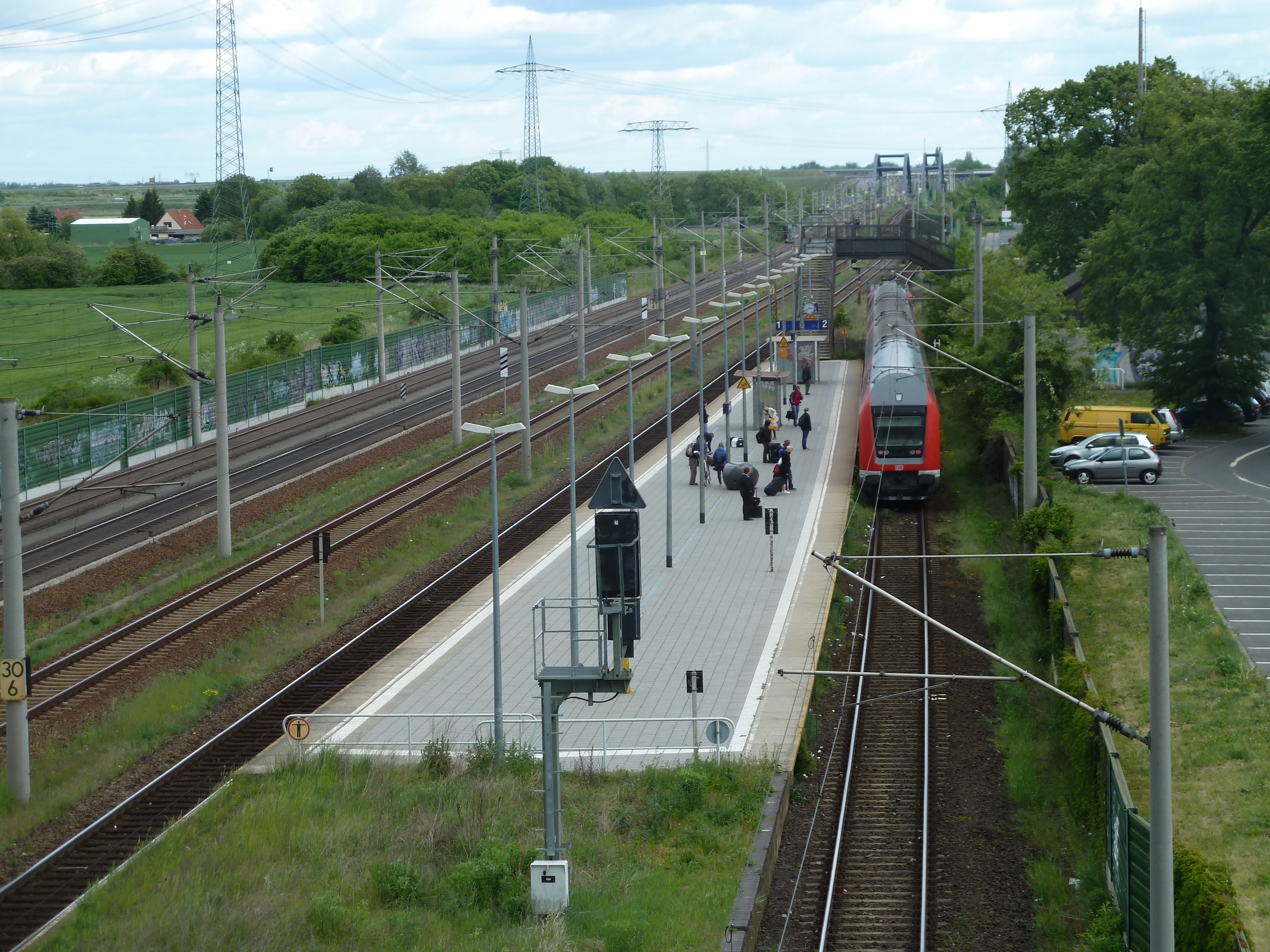
Blick auf die Anlagen des Bahnhofs von der Brücke der Bundesstraße 5

Der Bahnhof an der Lehrter Bahn erhielt südlich der Gleise sein Empfangsgebäude. Die 1902 eröffnete Umgehungsbahn unterquerte etwa zwei Kilometer östlich des Bahnhofs die Lehrter Bahn und führte dann parallel zu ihr in den Bahnhof Wustermark, Gleisverbindungen zwischen beiden Strecken entstanden im Ostteil des Bahnhofs. Nach dem Zweiten Weltkrieg entstand eine Verbindungskurve aus Richtung Nauen in Richtung Rathenow. Der 1953/54 gebaute Berliner Außenring erhielt Verbindungskurven aus Richtung Wustermark sowohl in Richtung Norden als auch in Richtung Süden. Östlich des Bahnsteigs der Lehrter Bahn lagen die Anlagen für den örtlichen Güterverkehr. Die Umgehungsbahn erhielt einen separaten Bahnsteig an der Nordseite der Gleisanlagen, zu dem eine Fußgängerbrücke führte. Unmittelbar danach trennte sich die Umgehungsbahn in Richtung Nauen von der Lehrter Bahn. Während so der Bahnsteig der Lehrter Bahn westlich der Brücke lag, lag der der Umgehungsbahn östlich von ihr.
Mit dem Bau der Schnellfahrstrecke nach 1995 wurden der Bahnhof komplett umgebaut und die Anlagen der Umgehungsbahn einschließlich der Verbindungen in Richtung Nauen beseitigt. Auch die Verbindung zum Außenring in Richtung Norden ging außer Betrieb und wurde abgebaut.
Heute besteht der Bahnhof an der Altstrecke der Lehrter Bahn aus einem Inselbahnsteig mit zwei Gleisen, daran schließt sich ein bahnsteigloses Gleis an. Nördlich davon liegt die zweigleisige Schnellfahrstrecke. Westlich des Bahnhofs gibt es eine Verbindung zwischen der Altstrecke zur Schnellfahrstrecke. Die Regionalexpresszüge, die im Bahnhof Wustermark halten, wechseln dort auf die Schnellfahrstrecke, da die Altstrecke westlich von Wustermark nicht elektrifiziert ist. Östlich des Bahnhofs wird die Altstrecke eingleisig über den Havelkanal geführt und verzweigt sich anschließend in zwei separate parallele Strecken in Richtung Wustermark Rangierbahnhof und eine Verbindung zum südlichen Außenring.
Der Bahnsteig ist über eine Fußgängerbrücke vom Vorplatz über das südliche Gleis zu erreichen, ein Bahnhofsgebäude existiert nicht mehr.
Ende 2013 konnten zwei Aufzüge an der Fußgängerbrücke in Betrieb genommen werden, sodass der Bahnsteig barrierefrei zugänglich ist. Die Baukosten von rund einer Million Euro wurden im Wesentlichen aus dem Infrastrukturbeschleunigungsprogramm des Bundes finanziert.